# Талейранов план за разделяне на Белгия
Талейрановият план за разделяне на Белгия е предложен през 1830 г. от бъдещия френски посланик във Великобритания Шарл Морис дьо Талейран за разделяне на свободна Белгия по етнически и регионален принцип. Предложението е част от интензивните преговори за бъдещето на страната след Белгийската революция и опитите за обявяване на независимостта.

## Предпоставки
Поради повишеният натиск от белгийския народ за обявяване на независимостта, Великите сили започват да водят преговори за бъдещето на страната. Франция иска териториите, обитавани от френскоговорещи белгийци, силно надявайки се да анексира тези територии. Други европейски правителства се противопоставят на френските искания, подкрепяйки наложеното от Виенския конгрес под британски натиск обединение на Нидерландия. Народната революция срещу нидерландския владетел разтърсва режима и разпределенията, наложени след Виенския конгрес. Докато белгийците формират свободно правителство в Брюксел, Великите сили са принудени да обсъждат алтернативни планове да усмирят белгийските националисти и да запазят целостта на Нидерландия.

## Планът
Възползвайки се от положението, Талейран предлага следното разпределение на Южна Нидерландия:
- Провинцията Антверпен, с изключение на самия град Антверпен и провинцията Лимбург, западно от река Маас (с изключение на град Маастрихт), се дават на Нидерландия, заедно с малка част от Брабант, бившето графство Дийст.
- Частите от провинциите Лиеж, Лимбург и Намюр източно от река Маас, заедно с градовете Маастрихт и Лиеж и Великото херцогство Люксембург се дават на Прусия
- Част от провинцията Източна Фландрия, почти цялата провинция Брабант, провинция Ено и запаната от Маас част от провинцията Намюр се включват във Франция
- Западна Фландрия, по-голямата част от Източна Фландрия, включително Зеландска Фландрия, и град Антверпен формират Свободната държава Антверпен, под британски протекторат. Тя ще бъде донякъде възстановеното графство Фландрия на река Шелда.

## Последици
Великите сили не приемат Талейрановия план, тъй като те приемат и напълно подкрепят белгийската независимост. Въпреки това, планът е една от няколкото идеи за концепцията на разделянето на Белгия, които представят страната просто като буферна зона между Франция и другите европейски държави. По-новите предложения разделят държава специфична на френскоговорещи райони (Валония) и нидерландскоговорещи райони (Фландрия).